# Hejde församling
Hejde församling är en församling i Klinte pastorat i Medeltredingens kontrakt i Visby stift i Svenska kyrkan. Församlingen ligger i Gotlands kommun i Gotlands län.

## Administrativ historik
Församlingen har medeltida ursprung. 
Församlingen var till 1962 moderförsamling i pastoratet Hejde och Väte. Från 1962 till 2002 var den annexförsamling i pastoratet Sanda, Västergarn, Mästerby, Hejde och Väte. Från 2002 är församlingen annexförsamling i pastoratet Klinte, Eksta, Fröjel, Hejde, Mästerby, Sanda, Sproge, Västergarn och Väte.

## Kyrkor
- Hejde kyrka